# Henrik Wergeland
 (août 2015).
Henrik Arnold Wergeland, né le 17 juin 1808 à Kristiansand et mort le 12 juillet 1845 à Christiana, est un poète et écrivain norvégien. 
Cette personnalité politique fougueuse, qui ne concevait que le poète ne puisse pas être engagé, est le premier écrivain dano-norvégien qui augure le réveil de la culture et de l'art de son peuple et prophétise sa richesse et sa diversité actuelles. L'œuvre dense au risque d'être impénétrable et touffue par ses formes variées et les combats apparemment perdus de ce géant des lettres annoncent autant le formidable réveil de la littérature norvégienne que la naissance d'un esprit national indépendant.
Ce jeune homme d'une force de conviction exceptionnelle, ardent défenseur des libertés comme d'une république paysanne et norvégienne, inventeur à vingt ans d'une cosmogonie spirite, écrivain prolifique tel un Victor Hugo ou engagé comme un Lamartine du Nord, ne doit d'avoir entrevu une possible réussite de ses actions qu'à un surprenant allié, le roi de Norvège Charles XIV Jean en personne. L'ancien étudiant de théologie, victime des querelles qu'il avait imprudemment suscitées et des haines tenaces nées de ses innombrables rivalités littéraires, a été tiré et de la misère et déchéance personnelles et d'un quasi-bannissement national par une pension inespérée de la maison royale, puis un poste d'archiviste royal à Kristiania. Il meurt précocement emporté par une tenace pneumonie muée en tuberculose, mais ses obsèques nationales revêtent déjà une dimension héroïque.

## Un milieu d'éducation privilégié
Ses parents qui parviennent, passés la trentaine, à intégrer la haute bourgeoisie sont originaires de la Norvège occidentale. Ils résident d'abord dans la partie méridionale fortement danisée. Le père est après 1815 nommé pasteur à Eidsvoll, commune prestigieuse depuis la constitution d'Eidsvoll, promulguée le 10 avril 1814 dans une subite euphorie patriotique. En réalité, l'incertitude initiale pèse sur cet acte politique, due en particulier au conflit latent entre le royaume de Suède et de Danemark. Mais la constitution exposée par une délégation parlementaire qui comporte en son sein le propre père de Wergeland, pasteur improvisé en diplomate, est acceptée après mûres réflexions par le prince Bernadotte à la tête de l'armée d'invasion suédoise. Le chef d'armée ne veut perdre le bénéfice de l'hégémonie du royaume de Suède sur l'ensemble continental scandinave, acceptée par la diplomatie européenne, par un usage idiot de la violence.
Dans ce milieu cultivé, le jeune Henrik est très tôt imprégné de l'histoire du tout jeune royaume de Norvège. Eidsvoll est une localité sacrée, toute bruissante de l'histoire récente de la Constitution. Patriote enthousiaste, les questions d'indépendance et de souveraineté lui sont familières. L'utopie républicaine est un puissant moteur pour le faire entrer dans de larges polémiques politiques et littéraires. Il poursuit ses études secondaires à l'école de la cathédrale de Christiana. Jeune étudiant à Christiania, il suit les mêmes études que son père à la faculté de théologie. Il étudie aussi avec intérêt la botanique et l'histoire.

## Une mythopoïèse chrétienne et spirite
En 1830, le jeune étudiant écrit d'un seul jet une épopée de l'humanité, à la fois vision personnelle du monde et bible des Républicains. L'ouvrage est aussitôt publié sous le titre Skabelsen, Mennesket og Messias, c'est-à-dire la Création, l'Homme et le Messie. Puisant à une longue et somptueuse verve, ce grand poème dramatique, épopée de deux mille vers, est truffé d'excroissances : monologues, dialogues, chœurs, images géniales et paysages harmonieux et inconnus, exclamations vigoureuses, emphases chaotiques, longueurs excessives, égarement du sens, brouillards... se succèdent. La Genèse chrétienne fait l'objet d'une reconstitution spirite. Des forces obscures, telluriques s'opposent à la filiation divine du véritable esprit céleste, dédoublé en force d'amour et de réflexion/doute. L'œuvre est aussi un évangile norvégien qui promet la venue messianique d'une société, d'une nation et d'une culture. Enfin, elle propose une marche vers une société idéale d'amour et de liberté qui en fait, selon son auteur, une "bible des Républicains".
L'étudiant en théologie est un formidable propagandiste de ses croyances. Il a la force de conviction d'un écrivain fort, à l'exemple d'un Victor Hugo. Mu par son exposition cosmogonique et convaincu par la puissance de création qu'il dévoile, il s'engage aux côtés des modestes paysans contre la caste bureaucratique et l'absolutisme suédois qui peine à s'installer, contre la domination littéraire danoise, pour le patriotisme et l'intérêt républicain des humbles.
"Ce poème expose mon âme dans sa totalité et la tâche de mes jours est d'en être un commentaire aussi fidèle et prosaïque que possible".   
Les premiers lecteurs crient au chef-d'œuvre sublime s'ils sont envoûtés par la force et la splendeur des images et émus par l'imagination ailée de ce visionnaire extatique faisant apparaître force anges et esprits. S'ils restent de marbre devant les vigoureux transports mythopoétiques, ils dénoncent l'indigeste ouvrage qui mêle théologie, mystique et littérature. S'ils comprennent enfin le message d'éveil à la conscience de l'assemblée des hommes de Norvège au-delà du fatras poétique, ils hurlent soit leur ardent désir à partager cette foi littéraire patriotique soit au massacre de la bonne littérature danoise par un illuminé, véritable paysan barbare ou romantique étranger à toute civilisation instaurant harmonie et beauté.
La publication de l'opus qui puise, avoue son auteur, au fond de son âme et annonce le programme de sa vie entière, donne naissance à de profondes querelles sur la conception de la littérature dano-norvégienne. Henrik Wergeland perd son crédit auprès du monde universitaire ainsi qu'un grand nombre de ses anciens amis condisciples à l'université de théologie. Johan Sebastian Welhaven, ami de la famille Wergeland, devient d'ailleurs le plus brillant contradicteur de l'écrivain.

## Apôtre de la sauvagerie
Le refus affiché de l'héritage culturel danois, c'est-à-dire du dano-norvégien tel qu'il est parlé par les élites, la réaffirmation d'un génie propre norvégien et d'une vigoureuse identité apportée par la tradition et la longue histoire paysanne, sources inépuisables de richesses culturelles autant par les hommes modestes que par leurs savoirs, plaisent aux jeunes partisans de Wergeland qui se dénomment les "patriotes". Les jeunes opposants sont les "civilisés" qui protègent le dano-norvégien de se dégrader en une langue barbare et affirment que l'art, la science, la littérature ne peuvent être portées que par une élite d'hommes soignée, cultivée et patiemment instruite et formée et nullement par de misérables culs-terreux paysans hâblant en de multiples dialectes corrompus. Ils sont affublés du sobriquet de "danomanes" criant au complot littéraire et esthétique. Comme la querelle tourne à l'insulte et au pugilat de rue après quelques chopines de bière, les deux camps recherchent des champions. 
Wergeland prend sa défense. Son ancien camarade d'études, Welhaven, s'impose à l'autre camp. Observateur méticuleux des premières confrontations, il élève le débat à la mythologie classique et au versant réfléchi de l'écriture. Puriste et conservateur prudent, il défend l'éthique du maître classique qui doit disposer pour son art de matériaux fiables et ouverts, d'histoire revue, de traditions analysées. Dans la lignée d'un enfant des Lumières, un progrès de l'homme est possible par la pédagogie. Comment Wergeland peut-il devenir tout seul l'éducateur d'un peuple grossier et fruste ? L'adoration de la nature par Wergeland, auteur imprégné d'idées romantiques ne doit point se transformer en magma infâme soumis à des forces spirites antagonistes, entre lumière chaleureuse et ombre du doute.
Welhaven fait ainsi en 1832 ses débuts d'écrivain critique en écrivant son essai réputé sur l'auteur engoncé dans le maelström polémique : Poésie et polémique de Henrik Wergeland, 1832. Wergeland est présenté en apôtre de la sauvagerie et ses partisans décrits en hordes sauvages, détruisant jusqu'au germe chrétien la civilisation.       
Pressentant les premiers tourbillons norvégiens en 1830, le jeune auteur séjourne à Paris un mois et s'enthousiasme pour les mouvements révolutionnaires. C'est par un poème lyrique L'Europe libérée qu'il évoque les mouvements nationaux de libération. Le retour en Norvège le fait entrer dans une avalanche de disputes et de combats littéraires. Le persécuté persécute à son tour la haute administration suédoise et le courant danomane.  
Tout en écrivant des poèmes d'enfants, des chants et des hymnes, des poésies amoureuses, il rédige des articles, des discours, des poésies, des farces et des nouvelles pour soutenir sa cause. Wergeland ne cesse de fustiger par écrit ses adversaires méprisants, il excelle dans l'art des caricatures et reste intarissable pour en montrer toutes les nuances. L'union avec le Danemark d'autrefois et la persévérance norvégienne à prendre ses marques culturelles à Copenhague est présentée comme la continuation d'un long sommeil et la recherche assidue de l'assoupissement cérébral. Wellhaven, défenseur de l'harmonie somnifère danoise, est devenu sa tête de Turc.

## Éducateur populaire

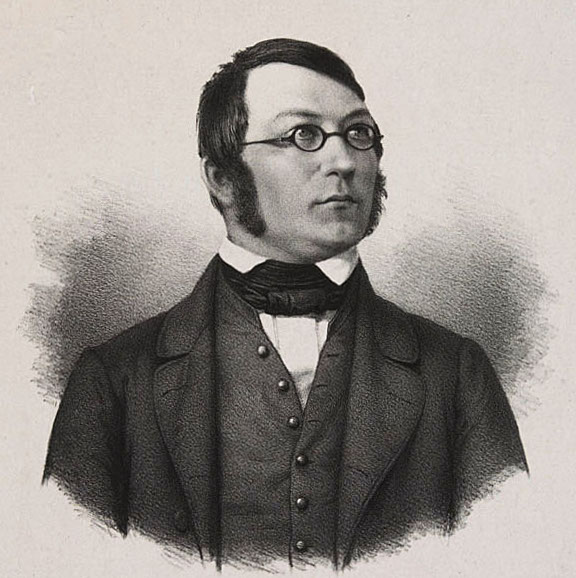
Portrait de Wergeland

Le républicain mystique est devenu persona non grata parmi les élites de Norvège. Aucun évêque ne peut lui confier une paroisse, il postule en vain pour un poste de chapelain qui lui est refusé constamment. Conscient de la tâche qui échoit au poète, Henrik Wergeland ne cesse d'écrire. De 1830 à 1839, il anime une revue d'éducation populaire, Pour le Peuple. De 1835 à 1837, il dirige son journal Statsborgeren, Le citadin. 
Multipliant les brochures éducatives sans oublier les contes pour enfants, il entreprend alors sa tâche d'éducateur populaire, répondant ainsi aux critiques des danomanes puristes de la langue. Cet infatigable labeur le mène à rencontrer les paysans pauvres et les arriérés sociaux de toute la Norvège. Comment forger une identité nationale à partir des plus modestes citoyens ? Faute de moyens, il observe les carences et prépare des écrits pour combler les lacunes. Religion, géographie et botanique, histoire, hygiène, économie et agriculture deviennent des sujets d'articles.
Alors que le rebelle Wergeland n'arrive pas à vivre de sa plume et reste empêtré dans des querelles littéraires qui lui valent l'hostilité des tenants de la société, le roi qui se plaint d'être mis à l'écart par les mêmes personnalités sournoises, initie une correspondance avec lui. Comprenant les tourments de son correspondant qui n'a, malgré son républicanisme affiché, jamais attaqué la dignité royale, au contraire personnifiant la Norvège constitutionnaliste détachée de la tutelle danoise, le roi lui accorde une pension d'écrivain qu'il n'accepte que pour poursuivre sa tâche d'éducateur populaire. Apprenant la faveur royale, les autorités norvégiennes pour ne pas rester indifférentes s'empressent de lui fournir un emploi à la bibliothèque universitaire de Christiana en 1839. Il édite un journal gratuit, Pour la classe ouvrière jusqu'à sa mort. 
Désormais, disposant d'un métier et d'un revenu stable, l'écrivain désargenté peut épouser Amalie Sophie Bekkevold et poursuivre ses activités d'éducateur populaire. Nommé archiviste royal, puis conservateur des archives norvégiennes, il va inlassablement voyager à travers le pays pour créer des bibliothèques et superviser les archives locales.

## Apogée d'une vie d'écrivain engagé

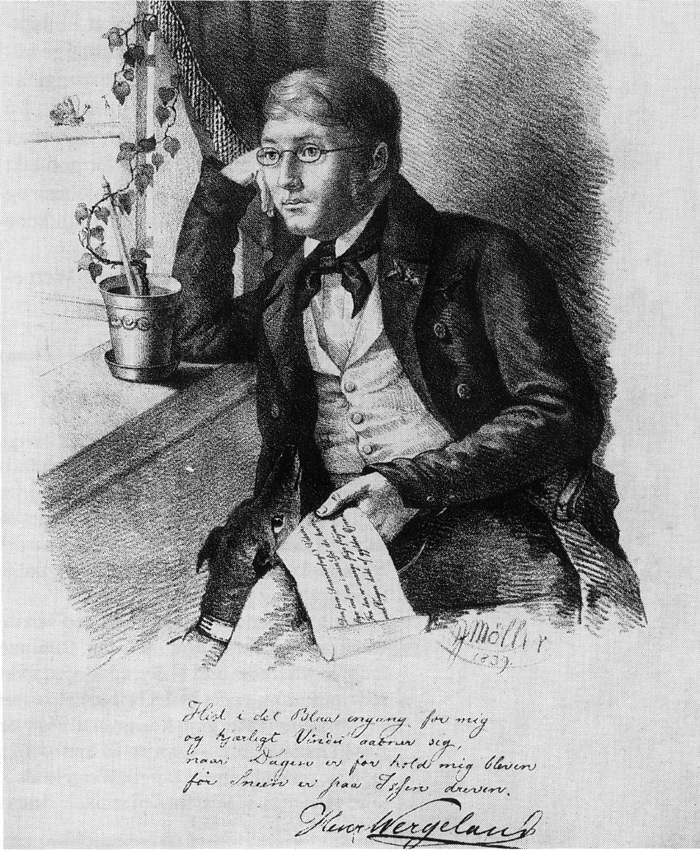
L'écrivain en 1839

Cette place d'honneur royale et sa fulgurante ascension sociale lui valent l'inimitié de nombre de ces défenseurs patriotes norvégiens, hostiles à la mainmise suédoise sur les secteurs stratégiques du pays. Mais désormais sa renommée littéraire, gonflée par son statut social et politique, ne fait que croître. Il l'utilise dans une virulente campagne en faveur de l'abolition du paragraphe 2 de la constitution norvégienne, interdisant aux Juifs l'entrée et le séjour en Norvège. L'abrogation de cet article antisémite, indigne d'un grand pays, fait ainsi plaisir à son ami Charles-Jean qui avait souhaité auparavant mettre fin à l'horrible statut des ghettos juifs en Suède.
Archiviste, il met un point d'honneur à rédiger en historien véritablement documenté et amateur féru de droit constitutionnaliste une Histoire de la constitution norvégienne. Ce littérateur adepte d'envolées angéliques dans les cieux montre toujours une vigueur combattante. Le dénonciateur des exploiteurs au risque de dangereux procès, le polémiste incessant avec les tenants du pouvoir brossent des satires cruelles de ces anciens amis patriotes qui n'ont pas apprécié son revirement, ne cessent de le décrire en traître et déserteur suèdophile et réussissent à mettre à mal sa popularité.
Au cours de ces voyages, il prend parti pour venir en aide à la classe paysanne malheureuse, bien souvent victime de surcroît des juristes qui se placent outre mesure en accord avec le pouvoir économique plutôt que de se soucier du respect scrupuleux de la loi ou des droits des malheureux. Il défend un paysan de la contrée de Trondheim, assailli par un huissier hargneux nommé Praem. Ce dernier qu'il a imprudemment dénommé dans les pamphlets et la Biographie d'un paysan malmené par la justice poursuit l'archiviste pour diffamation et obtient une lourde condamnation. Wergeland n'en finira pas d'étancher sa sourde colère contre les engeances malfaisantes de juristes et d'huissiers, qu'il caricature sous le nom générique de Zébolom.

## Alité et malade

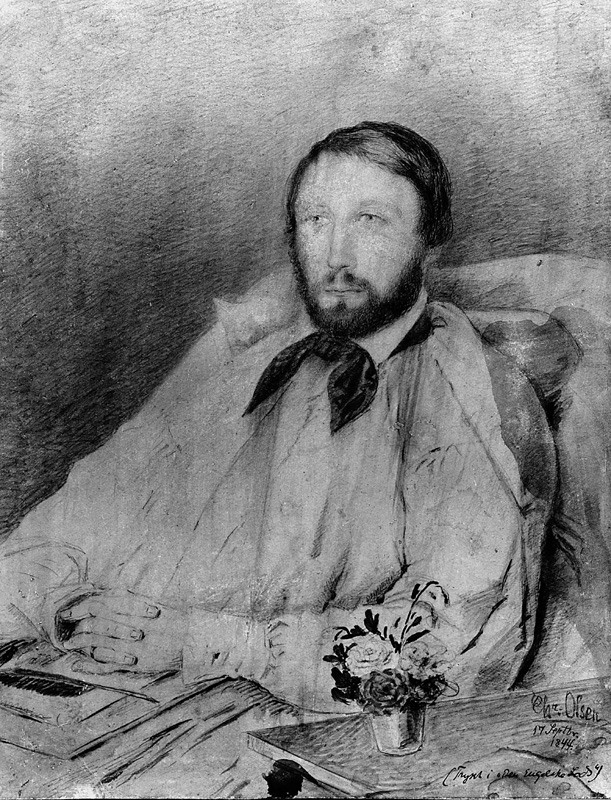
Wergeland alité

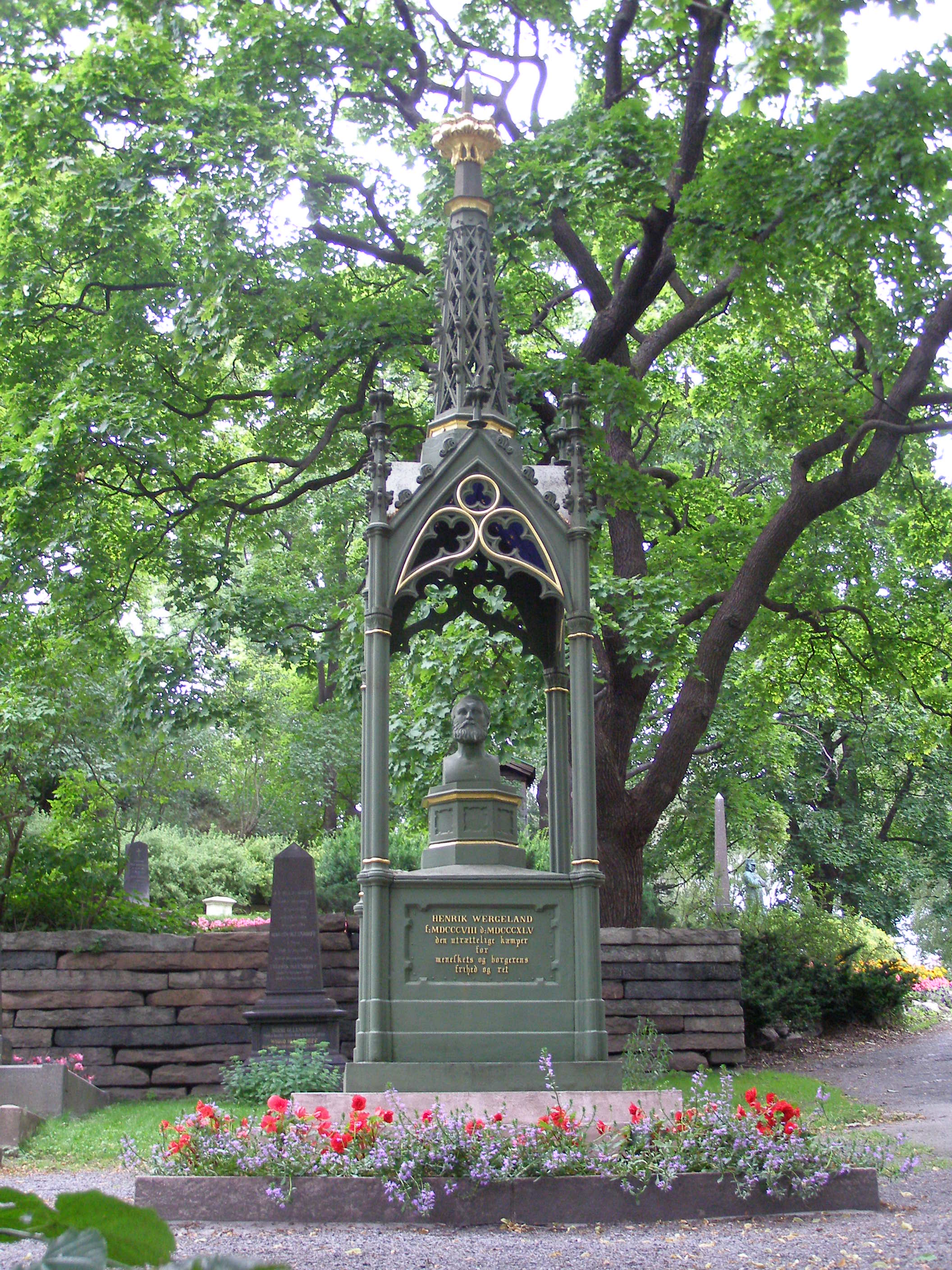
Tombe d'Henrik Wergeland au cimetière de Notre-Sauveur (Oslo)

Ce terrien sanguin et idéaliste rêveur, emporté par son gigantesque programme, ne se soucie pas de son corps. Il a toujours été prodigue de dépenses physiques et intellectuelles. Cette vigueur et cet entrain l'ont paradoxalement éloigné des jeunes filles de bonne famille qu'il fréquentait assidûment. Son fol engagement d'archiviste-bibliothécaire à parcourir le vaste pays a affaibli son organisme. Une mauvaise exposition et une pneumonie mal guérie le laisse tuberculeux et inguérissable selon le savoir médical. Le voilà sur son lit en train de rédiger sans pathos ses derniers écrits, atteint par sa continuelle fièvre de production. 
La fraîcheur de ses écrits témoigne de son ardent enthousiasme intact. Si Les noisettes, récit en prose, parsemé de notes autobiographiques et de souvenirs personnels, est une longue causerie sur sa vie qui s'éteint, les autres écrits ne laissent pas percevoir l'issue fatale de sa position clinique. La Juive est un poème célébrant le combat victorieux pour l'acception des Juifs en Norvège. Le Pilote anglais est une longue nouvelle en vers qui exprime sa conception du monde. Au Printemps, A ma Giroflée La belle famille rappellent plus sa poésie lyrique d'autrefois qu'ils ne sont, par le thème, un adieu à la vie. Moi-même est un poème sur son engagement pour une langue et une culture débarrassées des influences danoises.   
Le champion de la nationalité norvégienne s'éteint après quatorze mois de maladie.

## Force d'un poète céruléen
L'élan de sa poésie ne peut être dissocié de ses engagements personnels vibrants, de même la richesse de son imagination, la force de ses colères, la puissance de sa générosité, l'attrait vers les femmes aimées. Il a mis son art à son service et au service de l'assemblée des hommes et de la chose publique. Le poète est un guide vers l'idéal de démocratie et de justice. Henrik Wergeland renoue et peut-être recrée un vieux lien avec une poésie lyrique, qui, avant chaque cérémonie publique, se place au-dessus du discours politique. Mais son appel n'est pas creux : la phrase suggère l'action concrète. 
Le poète des scènes familières et des visions cosmiques, indiscipliné lors des premières années n'est plus celui de la maturité. Poèmes, premier cycle en 1829 est un amalgame de vers de toutes sortes, patriotiques, mystiques, spirites, intimes et amoureux. Stella son amour déçu de jeunesse est transposée en une épouse céleste qui guide le poète dans sa mission patriotique et éducative. Poèmes, deuxième cycle en 1834 marque le calme des sommets. Le recueil Poésie, paru en 1838, qui dévoile l'ardeur et la joie de l'amour avec celle qui deviendra sa femme, atteint une maîtrise formelle. Le couple humain est l'union salvatrice qui permet de retrouver la force et la cohésion originelles. La femme réconcilie en lui le chérubin et la bête. Le poème Liberté montre de façon exemplaire son attachement aux valeurs britanniques, et a contrario son opposition au despotisme russe en Pologne. Ces thèmes du despotisme et de la liberté pour les opprimés ont déjà été traités dans Caesaris et L'Espagnol en 1833.
Les fleurs de Jan van Huysum est un poème réflexion sur l'art et le mystère de la beauté. Le Juif et La Juive attestent ses campagnes publiques pour autoriser en Norvège la libre circulation et l'installation de ressortissants de confession israélite.

## Premier écrivain dano-norvégien

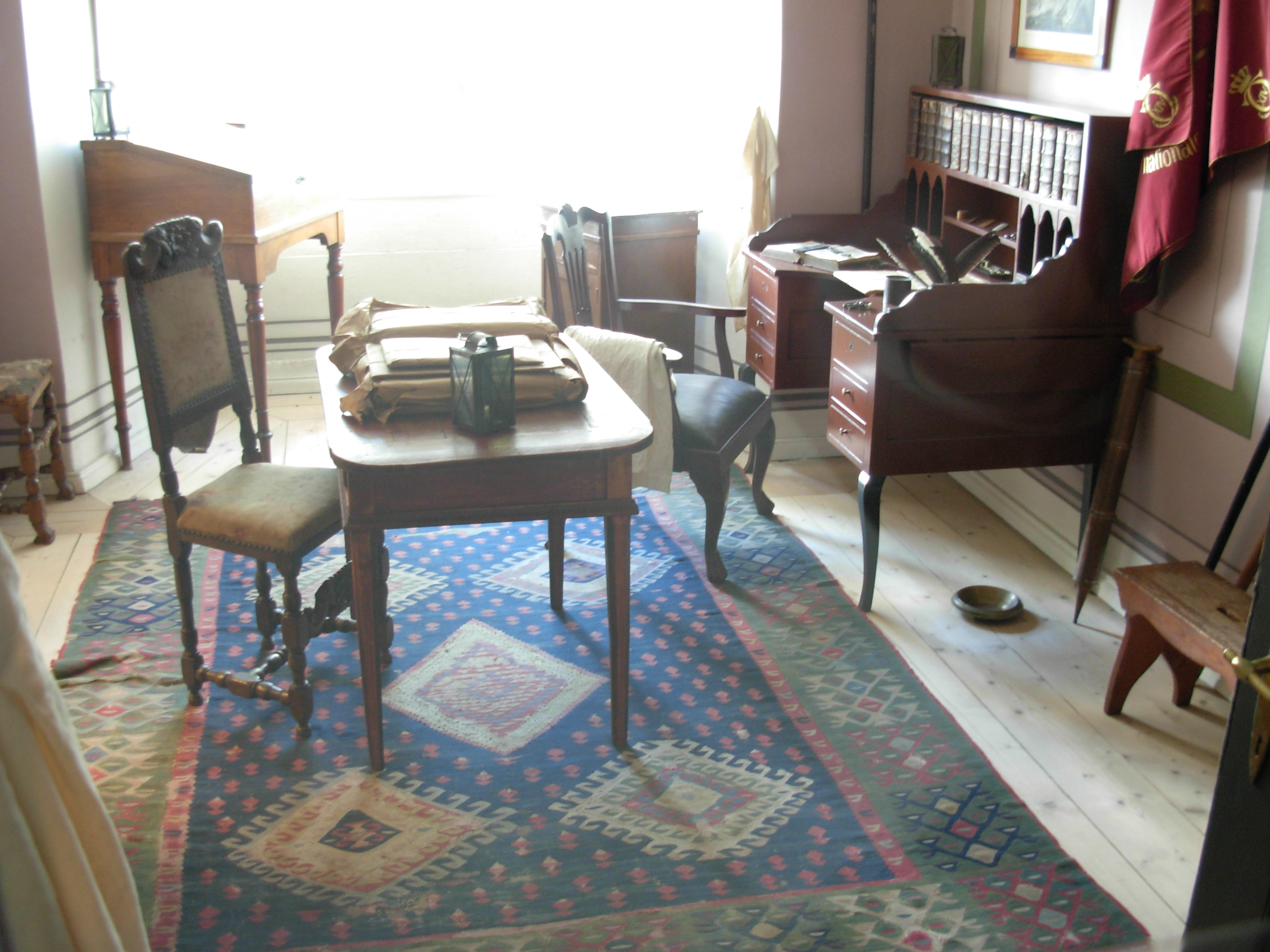
Cabinet de Wergeland à Akershus

Le champ littéraire norvégien est redevable à Henrik Wergeland. Cet auteur inclassable, figure de proue aussi fortement adulé au vingtième siècle qu'il était à son époque détesté, personnifie la littérature norvégienne renaissante car, son tempérament ardent et enthousiaste, appliqué autant à la polémique qu'à l'écriture de toutes sortes, a permis l'instauration d'une opposition formalisée et cohérente.
Malgré la rapidité d'écriture et la psychologie sommaire, ses farces ou ses comédies, souvent restées à l'état de pamphlets faute de développement, montrent une grande inventivité et un humour satirique de haute volée. À cause de la brièveté des expressions et de la rapidité d'écriture, la langue dano-norvégienne laisse entrevoir des nuances norvégiennes nouvelles. Opium est le souvenir d'un duel d'honneur où le tir au pistolet se change en absorption d'une pilule empoisonnée tirée au hasard par les duellistes. Phantasmes  évoque une journée de manifestation populaire, terriblement crainte par les autorités effrayées qui menacent de décréter la loi martiale, avant de se faire déborder par une troupe débonnaire et pacifique de patriotes. Irreparabile Tempus a pour thème la brièveté de la vie, pourtant gaspillée, par quatre jeunes filles symboles de l'humanité. Gens de conditions est un pamphlet contre les snobs de Christiania. Kringla, Des goûts et des couleurs dénoncent les modes éphémères de la capitale norvégienne. Arlequin virtuose brocarde le goût bourgeois des comédies étrangères, bien souvent de mauvaises factures, mais choisies pour la dignité culturelle et le prestige originel de la langue de création. 
Il n'est pas étonnant que deux autres figures littéraires capitales surgissent de cette courte vie : son principal contradicteur, défenseur rigoureux de l'harmonie esthétique, le beau et ténébreux Johann Sebastian Welhaven et la propre sœur d'Henrik, Camilla, amoureuse frustrée de ce dernier qui devient la romancière et essayiste Camilla Collett, austère égérie du féminisme bourgeois. L'émancipation du champ littéraire norvégien se poursuit sur les rails imaginaires posés par cet ange annonciateur du romantisme national, prégnant entre 1849 et 1869.
Les thèmes dualistes, ces marquages structurels d'oppositions fortes dans les écrits, sont une constante de la littérature norvégienne qui commencera lentement sa première diffusion à l'Europe entière après le milieu des années 1870. D'abord Bjørnstjerne Bjørnson avec ses contes et son théâtre social, ensuite Henrik Ibsen, précurseur du théâtre moderne qui ont reconnu la dette immense qu'il lui devait et enfin les deux autres grands, Alexander Kielland et Jonas Lie.
L'œuvre de Wergeland a été en Norvège une référence constante, voire reprise par des groupes littéraires antagonistes. Si les Romantiques nationaux après 1850 le considèrent comme le premier d'entre eux, les néo-romantiques après les années 1890 emmenés par Hans Kinck ou Arne Garborg l'ont toujours placé en irremplaçable précurseur et certains d'entre eux ont voué un culte à sa poésie. Au cours de l'entre-deux-guerres, des cercles littéraires, comme la colonie ou école d'Ekeberg animé par Ingeborg Refling-Hagen ont préservé inlassablement cette admiration.
Il faut enfin signaler que sa vocation inlassable d'éducateur et son prodigieux enthousiasme à créer ou soutenir l'essor des bibliothèques dans les contrées les plus reculées font de lui un père des écrivains d'origine modestes, et parmi ceux-ci, ceux qui ont écrit en landsmål officiellement reconnu en 1885 ou dans leurs humbles dialectes. Ce grand patriote qui a appelé d'ailleurs à la création d'une authentique langue norvégienne sous les quolibets littéraires bourgeois aurait été comblé d'observer le rayonnement intellectuel d'une nation pauvre en 1890, puis définitivement indépendante en 1905. Ce résultat, faudrait-il donner raison à Welhaven, n'est pas tombé du ciel : un groupe de philologues, d'écrivains et de savants a entendu l'appel du maître créateur autrefois isolé et s'est efforcé de continuer l'œuvre : rendre au peuple norvégien un trésor de poésie et de sagesse, de vertu et d'esprit combatif. Wergeland avait soupçonné la force intrinsèque des légendes, des ballades et des traditions populaires. Sorties des isolats paysans, elles ont témoigné de l'esprit et de l'héritage des Anciens et sont devenues une source de vie spirituelle.

## Œuvres d'un précurseur du romantisme national
Pièces dramatiques et drames

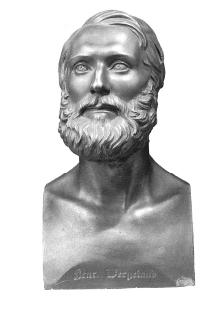
Buste d'Henrik Wergeland par Hans Hansen (1845)

- Ah !, 1827, satire dramatique sous le pseudonyme de Siful Sifadda.
- La Mort de Sinclair, 1828.
- L'Infanticide, 1835.

Farces et comédies
(souvent continuatrices des polémiques, parfois en pamphlets contre ses adversaires littéraires ou politiques)
- Fantasmes, 1829.
- Opium
- Irreparabile Tempus
- Le perroquet, 1832.
- Gens de conditions.
- Kringla
- Des goûts et des couleurs
- Arlequin virtuose.

Poésies et ouvrage à dimension poétique
- Poèmes, 1er cycle, 1829.
- La Création, l'Homme et le Messie, traduction de Skabelsen, Mennesket og Messias, 1830. Réédité en 1844 après une concentration simplificatrice et addition finale d'une ode pleine d'optimisme et de foi, sous le titre Mennesket, L'Homme.
- L'Europe libérée, traduction de Det befriede Europa, 1831.
- Caesaris, l'Espagnol, deux poèmes de 1833.
- Poèmes, deuxième cycle, 1834.
- L'Infanticide, drame 1835.
- Poésies et Liberté, 1838-39.
- Les Fleurs de Jan van Huysum, traduction de Jan van Huysums Blomsterstykke, 1840 et 1842.
- Le Juif, 1842.
- La Juive, 1844.
- Le Pilote anglais, traduction de Det engelske Lods, 1844.
- Au printemps,1845.
- À ma giroflée, traduction de Til min Gyldenlak, 1845.
- Moi-même, 1845.

Pièce musicale
Les Campbell ou le retour du fils, 1837.
Récits de vie
- Biographie d'un paysan malmené par la Justice.
- Noisettes, traduction de Hassel-Nødds, 1845. Ce récit en prose du type confession et discussion à bâtons rompus, contient des souvenirs, des notes autobiographiques alertes et le jugement de ses actions.

Histoire
- Histoire de la constitution norvégienne, 1841-1843.

Article, journaux et manuel
- Nombreux articles d'encyclopédie populaire, par exemple sur les thèmes de la religion, de la botanique, de la géographie, de l'histoire, de l'émancipation des juifs, de l'hygiène ou de l'économie.
- Revue Pour le Peuple, 1830-1839.
- Journal Le citadin, traduction de Statsborgeren, 1835-1837.
- Périodique Pour la classe ouvrière, 1839-1845.
- Manuel de lecteur pour la jeunesse.

Référence
- Publication complète des œuvres de Wergeland : Samlede Skriften, Oslo, 1918-1940.